# ارمنستان در ۲۰۱۰
لیست زیر رویدادهایی است که در طی سال ۲۰۱۰ (میلادی) در ارمنستان اتفاق افتاده‌است.

## صاحب منصبان
- رئیس‌جمهور: سرژ سارگسیان
- نخست‌وزیر: تیگران سارگسیان

## رویدادها

### آوریل
- ۲۴ آوریل - هزاران تن از اهالی ایروان در ۹۵مین سالگرد نسل‌کشی ارمنی‌ها در یک راهپیمایی شرکت نمودند و به یادمان نسل‌کشی ارمنی‌ها گل نثار کردند.[۱]

### اوت
- ۱۹ اوت - رئیس‌جمهور روسیه، دمیتری مدودف دیدار رسمی از ارمنستان را با ملاقات با رئیس‌جمهور ارمنستان، سرژ سارگسیان آغاز نمود و با حضور در یادمان نسل‌کشی ارمنی‌ها به نسل‌کشی ارمنی‌ها ادعای احترام کرد.[۲]

## درگذشتگان
- ۲۱ ژوئن: امیل گابریلیان، ۷۹، پزشک، سیاستمدار و استاد دانشگاه
- ۸ ژوئیه: کارو لوکاس، ۶۰، دانشمند ایرانی ارمنی‌تبار
- ۲۴ اوت: ولادیمیر مسریان، ۷۲، هنرپیشه فیلم و تئاتر